# Ankhtifi
Ankhtifi (fl. XXII secolo a.C.) è stato un governatore egizio (nomarca) del 3° nomo dell'Alto Egitto con capoluogo Hierakonpolis, durante il primo periodo intermedio dell'Egitto (XXII secolo a.C.).
Le informazioni relative a questo personaggio, insieme ad altre notizie riguardanti questo oscuro periodo di storia egizia, giungono da una vera e propria autobiografia che questi fece iscrivere sulle pareti della propria tomba, scoperta a El-Moalla.
Durante la prima parte del primo periodo intermedio i sovrani heracleopoliti della IX dinastia erano in lotta con la nascente XI dinastia di Tebe per il controllo dell'intero Egitto. In questo contesto storico, Ankhtifi era fedele al sovrano di Heracleopolis Kaneferra, senza dubbio uno dei tanti Neferkara heracleopoliti (più precisamente, secondo alcuni egittologi si tratterebbe di Neferkara Meribra, mentre secondo altri di Neferkara III) e insieme ad esso si opponeva al principe di Tebe, il futuro Antef I.

## Biografia
La biografia inizia con un dettagliato elenco dei titoli di Ankhtifi. Dopodiché si viene a sapere che il sopra citato Kaneferra lo incaricò di recarsi al confinante 2° nomo dell'Alto Egitto, con capoluogo Edfu, governato dal nomarca filo-tebano Khui, per “ristabilirne l'ordine”. Giunto ad Edfu, Ankhtifi vi trovò trascuratezza e desolazione e quindi, secondo quanto riporta, si prodigò nel riportare pace e serenità nel territorio da lui annesso.
Dopo essersi elogiato per le proprie capacità, Ankhtifi venne contattato dal generale di Armant, nella Tebaide, le cui fortezze si trovavano assediate dalle truppe di Tebe e di Copto.
Con il supporto, non menzionato nella biografia, – del nomarca di Elefantina suo alleato, Ankhtifi discese il Nilo e sbarcò con le sue truppe scelte nella parte occidentale del nomo tebano dove, a quanto pare, i suoi soldati potevano scorrazzare in lungo e in largo senza che nessuno avesse il coraggio di uscire da Tebe per affrontarli.
La biografia continua con la descrizione di una grave carestia che colpì l'Alto Egitto, durante la quale Ankhtifi arriva ad affermare che “la gente per la fame arrivava a mangiare i propri bambini”. Ancora una volta il nomarca seppe prodigarsi, concedendo in prestito grandi quantità di grano del nord.

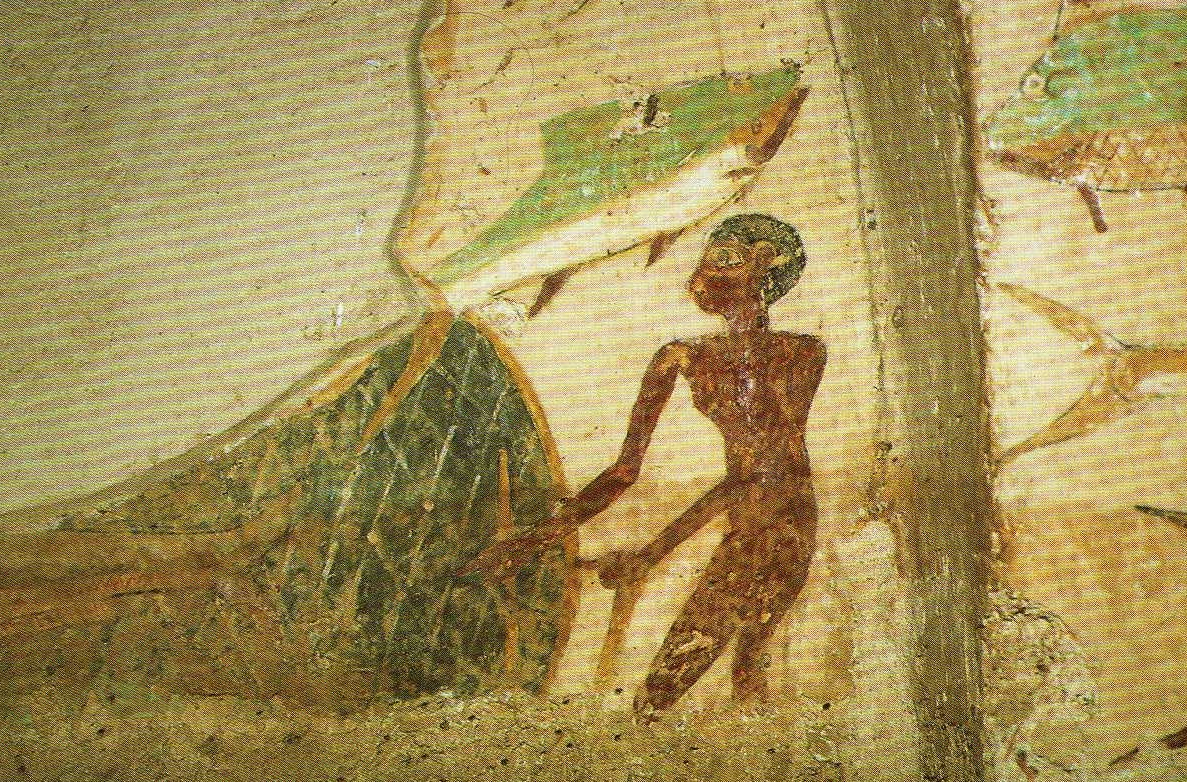
Scene di pesca dalla tomba di Ankhtifi.

Dopo aver espresso dubbi sul fatto che qualche nomarca prima di lui possa aver fatto altrettante cose buone, Ankhtifi fa concludere la biografia affermando trionfalmente di “aver ridonato vita ai nomoi di Hierakonpolis, Edfu, Elefantina ed Ombos”.

### Epilogo
La vanagloriosa biografia finisce quindi con le iniziative prese per superare la carestia. Al termine di questa venne ripresa la campagna militare che molto probabilmente vide la vittoria di Tebe, dato che Antef I si proclamò Signore dell'Alto e del Basso Egitto con il nome Horo Sehertawy, proprio in questo periodo.
Quindi se mai Ankhtifi venne vinto, si guardò bene dall'annotarlo sulle pareti della propria tomba; in tal caso è proprio il grado di compimento del suo sepolcro che permette di escludere un suo coinvolgimento diretto nell'eventuale sconfitta.

## Osservazioni
La biografia, per quanto romanzata, è un'attendibile testimonianza di un periodo piuttosto oscuro di storia egizia. Ad esempio, il passo relativo alle truppe di Ankhtifi incontrastate seppur appena fuori le mura di Tebe, indicherebbe che la potenza militare tebana, che entro qualche decennio avrebbe condotto alla vittoria finale, doveva ancora manifestarsi.
È stato osservato come la grande quantità di titoli di Ankhtifi – che in fin dei conti era un semplice nomarca in posizione di vassallaggio rispetto al sovrano herakleopolita – suggerirebbe che il regno di Herakleopolis non dovesse essere molto vasto. Inoltre, il fatto che egli abbia descritto sé stesso in primis come capo della sua provincia piuttosto che come governatore di una regione dell'Alto Egitto, è stato interpretato come una dimostrazione dello stato di frammentazione politica dell'epoca.
Alla stessa conclusione si è giunti da altre fonti del periodo della crisi, durante la quale i signori locali esaltavano la loro capacità di sfamare i propri sudditi “mentre il resto dell'Egitto soffriva la fame”.